# 加納幸和
加納 幸和（、1960年1月25日 - ）は日本の俳優、劇作家、脚本家、演出家。劇団「花組芝居」主宰。お笑いタレント、喜劇俳優、講談師の森田展義とは又従兄弟で、親同士がいとこのため、はとこでもある。その他の親戚に俳優、声優の森田順平、俳優の森田浩平、俳優の森田晋平がいる。

## 来歴・人物
兵庫県尼崎市出身。日本大学芸術学部演劇学科卒業。大学の卒業論文「『櫻姫東文章』の再生と可能性」で芸術学会賞を受賞。
1984年10月、演劇プロデュース団体「加納幸和事務所」を設立。1987年、劇団「花組芝居」に改名。同年4月1日、『ザ・隅田川』公演で旗揚げ。
花組芝居の全作品の脚本、演出を手掛け、主に歌舞伎をモチーフにした作品が多い。
俳優、雑誌のコラム連載、専門学校の講師としても活動している。

## 主な出演作品

### 舞台
花組芝居の全公演に出演

#### 外部出演
- 『魂祭黙秘引壷』（1983年、早稲田銅鑼魔館）
- 『母の茶色い小瓶』（1983年、早稲田銅鑼魔館）
- 『カスパー』（1984年、パルコプロデュース）
- 『中川えり子女優宣言』（1987年、シアタートップス）
- 『新雪之丞変化-暗殺のオペラ-』（1988年、め組プロデュース）
- 『シーズン オフ シアターらいぶ・Part III』（1988年、遊◎機械/全自動シアター）
- 『にわか忠臣蔵五段目』（1989年、国立劇場特別企画公演）
- 『ア・ラ・カルト〜役者と音楽家のいるレストラン』（1990年、青山円形劇場プロデュース）
- 『鈴々舎馬桜鹿芝居』（1991年）
- 『ヴェローナの二紳士』（1991年、グローブ座カンパニー）
- 『ペリクリーズ』（1991年、グローブ座カンパニー）
- 『怪談贋皿屋敷』（1992年、善人会議）
- 『ロミオ＆ジュリエット』（1992年、グローブ座カンパニー）
- 『真夏の夜の夢』（1993年、グローブ座カンパニー）
- 『間違いの喜劇』（1994年、グローブ座カンパニー）
- 『BONTAN-DOUROU』（1994年）演出兼任
- 『祈る女』（1995年サードステージプロデュース）
- 『日の出通り商店街いきいきデー』（1995年）
- 『青木さん家の奥さん』（1996年、南河内万歳一座）
- 『好色芝居女』（1996年、トム・プロジェクト）
- 『唇からナイフ』（1998年、月影十番勝負）
- 『青木さん家の奥さん』（1998年、永盛丸公演）
- 『真夏の夜の夢』（1999年、グローブ座カンパニー）
- 『忠臣蔵』（1999年、シアターオリンピックス参加作品）
- 『ローゼンクランツとギルデンスターンは死んだ』（2000年、メジャーリーグ）
- 『プロパガンダ・デイドリーム』（2000年、KOKAMI@network）
- 『阿修羅城の瞳』（2000年、松竹＋劇団☆新感線）
- 『二万七千光年の旅』（2000年、RUP）
- 『憎いあんちくしょう』（2002年、帝劇2月公演）
- 『今宵かぎりは…』（2002年、JIS企画）
- 『花たち女たち』（2002年、新橋演舞場11月公演）
- 『OINARI -浅草ギンコ物語-』（2003年、東宝芸能）演出兼任
- 『狂風記』（2004年）
- 『KANADEHON 忠臣蔵』（2006年、兵庫県立ピッコロ劇団）演出兼任
- 『サド侯爵夫人』（2008年、アトリエ・ダンカン）
- 『世襲戦隊カゾクマン』（2014年）
- 『龍が如く』（2015年）
- 『グリーンマイル』（2017年）
- 『ドレッサー』（2018年、加藤健一事務所）
- ミュージカル『刀剣乱舞』髭切膝丸 双騎出陣2019 ～SOGA～（2019年）[8]
- ミュージカル『刀剣乱舞』　髭切膝丸 双騎出陣2020 ～SOGA～（2020年）[9]
- 『桜文』（2022年、パルコ・プロデュース2022）芸妓・鶴松 / 遣り手 役[10]
- 演劇調異譚『xxxHOLiC』-續-（2023年）佳朱弥 役・女形指導兼任[11]
- 『雑種 小夜の月』（2024年）[12]
- 演劇調異譚『xxxHOLiC』-續・再-（2025年）佳朱弥 役[13]

#### 外部演出
- 『南総里見八犬伝』（1994年、日本舞踊協会公演）
- 『イルマ・ヴェップの謎』（1994年）
- 子供のためのシェイクスピア『ロミオ＆ジュリエット』（1995年）
- 『ジャンヌ・ダルク』（1998年）
- 『西鶴一代女』（1999年、帝劇11月公演）
- 『花たち女たち』（2002年、新橋演舞場11月公演）
- 『高野聖 -夢幻能形式による』（2004年、伝統の現在Next1）
- 『阿呆浪士』（2012年、ドラマティックカンパニー）
- 演劇調異譚「xxxHOLiC」（2021年）女形指導[14]
- 新生！熱血ブラバン少女。（2024年、博多座、大阪・新歌舞伎座）[15]

### テレビ
- 「お嬢だん」（NTV）
- 「子供のケンカ!」（テレビ朝日）
- 「真夜中の王国－シェイクスピアの苦悩」（NHK衛星）
- 「朝の音楽ノート」（NHK BS2）
- 朝の連続テレビ小説「あすか」（NHK）
- 「少年たち2」（NHK）
- 「料理少年Kタロー」（NHK教育）
- 「五辯の椿」（NHK）
- 慶次郎縁側日記 第2シリーズ（2005年、NHK）千助 役
- 「戦力外捜査官」（NTV）

### ラジオ
- 青春アドベンチャー「秘密の友人」（1995年5月15日 - 26日、NHK FM）主演・精神科医ネイサン・コンラッド 役

### 映画
- ノーライフキング（1989年）
- 押繪と旅する男（1994年）
- ゴジラ×メカゴジラ（2002年） - 菱沼 役[6]
- 踊る大捜査線 THE MOVIE 2 レインボーブリッジを封鎖せよ!（2003年）